# Thomas Lister Parker
Thomas Lister Parker (27 septembre 1779 - 2 mars 1858) est un antiquaire britannique, propriétaire foncier, trompettiste de la reine et archer honoraire de la forêt de Bowland, Lancashire.

## Biographie

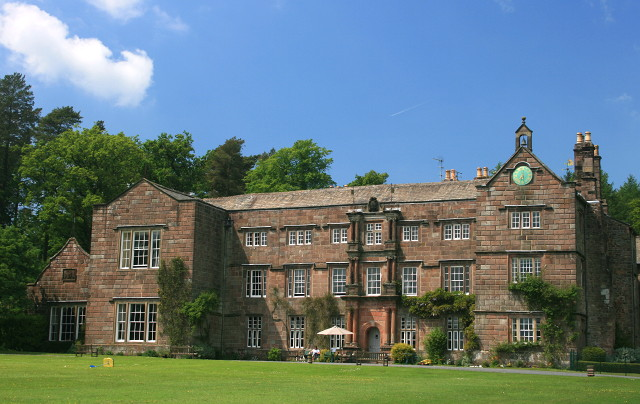
Brownholme Hall

Né à Browsholme Hall, Yorkshire (maintenant dans le Lancashire), Angleterre le 27 septembre 1779, il est l'aîné des huit fils de John Parker de Browsholme, et de sa femme Beatrix, fille de Thomas Lister (1723-1761) de Gisburne Park (en), et sœur de Thomas Lister, 1er baron Ribblesdale. Il fait ses études à la Clitheroe Royal Grammar School sous Thomas Wilson.
À la mort de son père le 25 mai 1797, Parker hérite du domaine Browsholme. En 1804 et 1805, il apporte des modifications au Browsholme Hall du XVIe siècle, reconstruisant l'aile ouest, puis il fait des ajouts sous la direction de Jeffry Wyatville. Parker a le goût du jardinage paysager et, entre 1797 et 1810, dépense de grosses sommes pour aménager son terrain. Dans la maison, il expose une collection d'antiquités et de tableaux, en partie formée par lui-même. Il fait acheter une importante série de dessins et d'estampes lors d'une tournée sur le continent en 1800 et 1801, à Moscou, Venise et Paris ; une grande collection de dessins de châteaux et manoirs par John Chessell Buckler, et des portefeuilles de ses propres dessins. Il possède également des tableaux de l'école flamande et des œuvres de James Northcote et Thomas Gainsborough.
Parker est élu membre de la Society of Antiquaries en 1801, puis membre de la Royal Society. Il est haut shérif du Lancashire en 1804. Il a la sinécure de « Trompettiste de la Reine », et revendique également la charge, comme héréditaire dans sa famille depuis de nombreuses générations, de « Bowbearer de la Forêt de Bowland ».
Mécène libéral des artistes, les dépenses de Parker le mettent en difficulté dans la dernière partie de sa vie. En 1820, il vend le domaine de Browsholme, avec le manoir, à son cousin, Thomas Parker d'Alkincoats Hall, Colne, Lancashire, qui, mourant sans descendance en 1832, le laisse à son neveu, Thomas Goulbourne Parker (1818–1879).
Parker se retire de la société et vit au Star Inn à Deansgate, Manchester, où il meurt, célibataire, le 2 mars 1858. Il est enterré le 9 mars dans sa chapelle familiale à Waddington Church, dans le Yorkshire.

## Travaux
En 1815, Parker publie une Description of Browsholme Hall … and of the Parish of Waddington. Le volume comprend une collection de lettres des règnes de Charles Ier, Charles II et Jacques II, imprimées à partir des originaux à Browsholme. Le frontispice donne une vue de l'extérieur de la maison en 1750.
Les vues de Browsholme dans la paroisse de Whalley de Thomas Dunham Whitaker sont préparées aux frais de Parker, l'une d'elles, signée "Wm. Turner A.", étant de Joseph Mallord William Turner. Parker est un associé de Whitaker, qui utilise ses manuscrits antiquaires et généalogiques pour son Whalley. Il est aussi un ami de Charles Townley, des Heber, de Turner et de James Northcote. Certaines de ses lettres sont imprimées dans Life of Wilson of Clitheroe de Francis Robert Raines, 1858.